# Amazone (échecs)

Une icône pour l'Amazone utilisée dans les diagrammes

Pour les articles homonymes, voir Amazone.
L'amazone, également connue sous le nom de dame + cavalier ou dragon, est une pièce d'échecs féerique qui peut se déplacer comme une dame ou un cavalier. L'amazone peut faire l'échec et mat sans l'aide d'aucune autre pièce amie.

## Mouvement
L'amazone peut se déplacer vers n'importe quelle case de même ligne, colonne ou diagonale sans sauter, ou elle peut se déplacer vers n'importe quelle case la plus proche qui ne se trouve pas sur la même ligne, colonne ou diagonale.

## Histoire
L'amazone est l'une des pièces d'échecs féeriques les plus simplement décrites et, en tant que telle, a une longue histoire et porte de nombreux noms. Elle a été utilisée pour la première fois dans les grands échecs turcs, une grande variante médiévale des échecs, où on l'appelait la girafe. Plus tard, elle rivalisa avec la dame moderne pour ce rôle[Quoi ?] ; la dame moderne finit par l'emporter, la puissance de l'amazone étant jugée excessive. Le livre Une histoire des échecs de HJR Murray, page 384, dit qu'un certain M. Coxe, qui était en Russie en 1772, a vu jouer aux échecs avec l'amazone.
L'amazone est surtout connue pour son apparition dans la variante d'échecs Maharajah et Cipayes, où il s'agit du maharajah. C'est la seule pièce blanche de cette variante.

## Valeur
La valeur de l'Amazone est estimée à 12 ou 13 points dans le système de valeur relative des pièces d'échecs. Elle est extrêmement mobile, peut contrôler chaque carré qui l’entoure dans une zone 5×5 et peut forcer l’échec et mat toute seule.
Dans la phase finale opposant le roi et l'amazone au roi et à l'impératrice (composé tour + cavalier), l'amazone gagne généralement ; cependant, dans quelques positions, le camp le plus faible peut forcer la nulle en établissant une forteresse. Une telle forteresse oblige le camp des Amazones à un échec perpétuel ; sinon, le camp de l'impératrice peut forcer une simplification ou donner son propre contrôle perpétuel. Le roi et l'amazone contre le roi est une victoire forcée pour le camp avec l'amazone ; l'échec et mat peut être forcé en quatre coups. En comparaison, la reine nécessite 10 coups et la tour en nécessite 16.

## Voir également
- Impératrice - le complexe tour + cavalier
- Princesse - le complexe fou + cavalier
- Dame - le complexe tour + fou

## Remarques
Lorsqu'une amazone est seule face à un roi, elle peut le mater en collant le roi contre le bord et en se plaçant soit à deux cases du bord et face au roi, soit à deux cases du bord et décalée d'une case par rapport au roi.